# De la Cerda

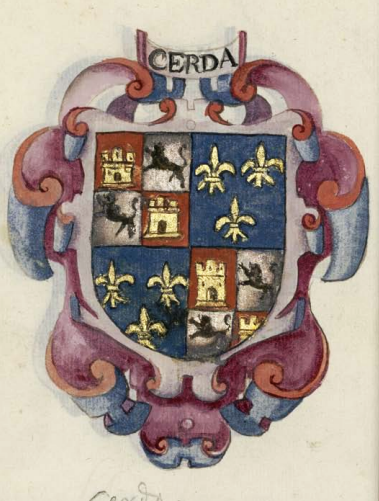
Stemma di Casa de la Cerda in un manoscritto del XVII secolo

La Casata de la Cerda è un ramo nobile della Corona di Castiglia discendente dall'infante Ferdinando de la Cerda, figlio maggiore del re Alfonso X. Era una delle quattro linee nobili nate direttamente dalla famiglia reale castigliana durante il XIII secolo ed è l'origine dei Duchi di Medinaceli.

## Storia
L'origine del ceppo deriva dall'infante Alfonso de la Cerda (1270–1333), figlio dell'erede al trono, l'infante Ferdinando de la Cerda, morto prima del padre, Alfonso X, quest'ultimo affermò sempre che il suo successore era suo nipote Alfonso de la Cerda, al posto del suo secondo figlio, infante Sancho. Questo ha motivato Sancho a ribellarsi contro suo padre. Dopo una lunga guerra civile Sancho fu incoronato re. A seguito di un'invasione fallita da parte di Aragona e Portogallo, un accordo di pace rimosse l'infante de la Cerda dalla contesa per il trono castigliano.
La stirpe de la Cerda continuò per tutto il medioevo e si costituì come casato nobiliare di prim'ordine, svolgendo un ruolo di primo piano nella politica castigliana. Questa linea, come altre della guerra civile della metà del XIV secolo, continuò attraverso la linea femminile a tramandare l'eredità di famiglia fino a quando Isabella de la Cerda sposò Bernal de Foix, primo conte di Medinaceli.
Attualmente, la Casa de la Cerda si ramifica in diverse famiglie nobili: la Casa dei duchi di Medinaceli, come eredi diretti di Fernando e Alfonso la Cerda, e la sua Casa Ducale minore di Parcent. Dalla Casa di Parcent (duchi dal 1916) derivano le casate nobiliari minori dei marchesi di Eguaras (nella Casa de la Cerda dal 1799) e di Cañada-Honda (creata nel 1893 per Emilio Drake de la Cerda, nipote del Conte di Parcent).